# Selacai
Selacai is een bestuurslaag in het regentschap Ciamis van de provincie West-Java, Indonesië. Selacai telt 5287 inwoners (volkstelling 2010).